# Hans-Dieter Lucas
Hans-Dieter Lucas, né le 11 octobre 1959 à Juliers, est un diplomate allemand. 
De septembre 2020 à août 2023, il est l’ambassadeur de la République fédérale d’Allemagne en France et auprès de Monaco.

## Biographie
Après son baccalauréat, Hans-Dieter Lucas étudie de 1978 à 1984 l’histoire, les sciences politiques, le droit et la théologie catholique à l’université rhénane Frédéric-Guillaume de Bonn ainsi qu’à Paris. En 1985, il suit la formation au service diplomatique supérieur du ministère fédéral des Affaires étrangères. À l’issue de son examen d’entrée dans la catégorie A du service diplomatique et consulaire, il est nommé conseiller à la direction générale des affaires politiques du ministère fédéral des Affaires étrangères à Bonn en 1987 puis, en 1989, au service des affaires économiques de l’ambassade d’Allemagne à Moscou. En 1990, il soutient sa thèse de doctorat à l’université de Bonn sur le thème « L’Europe de l’Atlantique à l’Oural ? - Politique et pensée européennes dans la France de de Gaulle (1958-1969) » (Europa vom Atlantik bis zum Ural? Europapolitik und Europadenken im Frankreich der Ära de Gaulle, 1958 - 1969). De 1991 à 1995, il est conseiller à la division des pays baltes au sein de la direction générale des affaires politiques du ministère fédéral des Affaires étrangères. Entre 1995 et 1998, il est chef de cabinet de l’ancien ministre fédéral des Affaires étrangères Hans-Dietrich Genscher puis, de 1998 à 1999, dirige l’équipe de rédacteurs des discours de l'ancien ministre des Affaires étrangères Klaus Kinkel.
En 1999, Hans-Dieter Lucas prend la tête du service de presse de l’ambassade d’Allemagne à Washington. De 2003 à 2006, il dirige la division de l’Europe de l’Est, du Caucase et de l’Asie centrale au sein de la direction générale de la politique étrangère et de sécurité de la chancellerie fédérale allemande. Promu au rang d’ambassadeur, il est nommé en 2006 directeur général adjoint chargé de l’Europe de l’Est, du Caucase et de l’Asie centrale au ministère fédéral des Affaires étrangères. En 2010 et 2011, l’ambassadeur Hans-Dieter Lucas représente la République fédérale d’Allemagne au comité politique et de sécurité de l’Union européenne à Bruxelles, avant d’occuper jusqu’en 2015 le poste de directeur politique au ministère fédéral des Affaires étrangères à Berlin. C'est dans ces fonctions qu’il intervient comme négociateur en chef pour l’Allemagne lors des longues négociations entre le groupe E3/UE+3 (Chine, Allemagne, France, Russie, États-Unis, Royaume-Uni et Union européenne) et l’Iran au sujet du programme nucléaire iranien, qui aboutissent à la signature le 14 juillet 2015 d’un « Plan d’action global conjoint » (JCPOA), plus connu comme « l’accord de Vienne ».
En juillet 2015, il devient représentant permanent de la République fédérale d’Allemagne auprès de l’OTAN à Bruxelles, poste précédemment occupé par Martin Erdmann. En septembre 2020, il succède à Nikolaus Meyer-Landrut comme ambassadeur de la République fédérale d’Allemagne en France et auprès de Monaco. Poste qu'il quitte en août 2023 après sa nomination comme ambassadeur d'Allemagne en Italie.
Hans-Dieter Lucas est marié et père d’un fils. Il a été distingué en 2015 par la croix d’ifficier de l’ordre du Mérite de la République fédérale d'Allemagne, en 2016 par la croix de chevalier de la Légion d'honneur de la République française et en 2020, par la croix d’honneur en or de la Bundeswehr. Le 28 mars 2025, il a été élevé au grade de Commandeur de la Légion d’honneur de la République française.

## Publications (en allemand)
- Europa vom Atlantik bis zum Ural? Europapolitik und Europadenken im Frankreich der Ära de Gaulle (1958-1969), thèse de doctorat de l’université de Bonn, Pariser Historische Studien, Bouvier Verlag, 1992  (ISBN 978-3-416-02400-6).
- Genscher, Deutschland und Europa, Nomos Verlag, 2002  (ISBN 978-3-7890-7816-3).
- « Die Welt aus den Fugen - Wertgebundene Sicherheitspolitik im 21. Jahrhundert », in Michael Rutz (dir.), Gefährdete Welt - Einsichten und Auswege, Herder Verlag, 2018, p. 27-49  (ISBN 978-3451399862).